# Nelson Évora
Nelson Évora (* 20. dubna 1984, Abidžan, Pobřeží slonoviny) je portugalský atlet, olympijský vítěz a mistr světa v trojskoku. Věnuje se též dálce.
Od června roku 2002 má portugalské občanství, do té doby reprezentoval ostrovní stát Kapverdy. V roce 2003 vybojoval na juniorském mistrovství Evropy ve finském Tampere zlatou medaili v trojskoku i v dálce. O rok později reprezentoval na letních olympijských hrách v Athénách, kde neprošel kvalifikací. Na mistrovství Evropy do 23 let v Erfurtu v roce 2005 získal bronzovou medaili.
V následujícím roce se konal evropský šampionát v Göteborgu, kde skončil těsně pod stupni vítězů, na čtvrtém místě s výkonem 17,07 m. V roce 2007 se stal v Ósace mistrem světa. O rok později triumfoval na olympiádě v Pekingu, kde zvítězil výkonem 17,67 m. Druhý Phillips Idowu z Velké Británie skočil o pět cm méně. Opačné bylo pořadí na stupních vítězů na mistrovství světa 2009 v Berlíně, kde Évora získal stříbro (17,55 m) a Idowu zlato (17,73 m). V témže roce vybojoval na světové letní univerziádě v Bělehradě zlatou medaili.

## Vyznamenání
- velkokříž Řádu prince Jindřicha – Portugalsko, 27. května 2015[2]
- velkokříž Řádu za zásluhy – Portugalsko, 30. srpna 2018[2]

## Osobní rekordy
- hala – 17,33 m – 10. února 2008, Karlsruhe
- venku – 17,74 m – 27. srpna 2007, Ósaka